# James Levine
James Lawrence Levine (Cincinnati, Ohio, 23 de junho de 1943 – Palm Springs, Califórnia, 9 de março de 2021) foi um consagrado maestro e pianista estadunidense. Antigo diretor musical do Metropolitan Opera e da Orquestra Sinfônica de Boston.

## Biografia

### Primeiros anos
Levine nasceu em Cincinnati, Ohio em uma família musical: seu avo materno foi um cantor litúrgico em uma Sinagoga; seu pai foi um violinista e comandava uma banda; e sua mãe era uma atriz. Ele começou a tocar piano ainda pequeno.Quando tinha apenas 10 anos fez seu primeiro concerto como solista, tocando Concerto para Piano Nº2 de Felix Mendelssohn com a Orquestra Sinfônica de Cincinnati.
Levine estudou música com Walter Levin, primeiro violinista do LaSalle Quartet. Em 1956 ele teve lições de piano com Rudolf Serkin na Escola de Música de Malboro, em Vermont. Nos anos seguintes ele começou a estudar com Rosina Lhévinne na Escola De Música Aspen. Depois de se graduar na Escola Walnut, uma aclamada escola em Cincinnati, ele entrou para a Escola de Música Juilliard, em Nova Iorque em 1961 e teve aulas com Jean Morel. Ele se graduou em 1964 e uniou-se ao Projeto Maestros Americanos, conectado com a Orquestra Sinfônica de Baltimore.
De 1964 até 1965, Levine serviu como um aprendiz para George Szell com a Orquestra de Cleveland e serviu como maestro assistente até 1970. Nesse mesmo ano fez sua estreia como maestro com a Orquestra da Filadélfia na casa de verão no Robin Hood Dell. Fez sua estreia no mesmo ano com a Ópera Nacional Galesa e a Ópera de São Francisco. Levine teve uma associação com a Orquestra Sinfônica de Chicago, onde foi Diretor Musical do Festival de Ravinia de 1973 até 1993. Ele também serviu como diretor musical do Festival de Maio de Cincinnati (1974 - 1978).

### Metropolitan Opera
Levine sua estreia no Metropolitan Opera House em Junho de 1971, em uma performance de Tosca. Seu sucesso conduziu a novas aparições e foi nomeado como maestro principal em 1973. Se tornou Diretor Musical em 1976. Em 1983 serviu como maestro e diretor musical para Franco Zeffirelli na adaptação de La Traviata, com a participação da orquestra e coro do Met. Ele se tornou o Primeiro Diretor Artístico em 1986 e renunciou o cargo em 2004.
Sob seu comando, a orquestra do Metropolitan Opera e o coro se tornaram um dos conjuntos operísticos mais conhecidos do mundo, tendo concertos regulares do Cargenie Hall. O Diretor Geral do Met, Peter Geld enfatizou que James Levine será sempre bem-vindo como diretor musical da casa, só depende dele. Seu contrato vai até o fim de 2011.
Levine fez numerosas apresentações de obras consagradas, como por exemplo: as obras de Mozart, Verdi, Wagner, Richard Strauss, Rossini, Schoenberg, Stravinsky, Weill, Debussy, Berg e Gershwin. No seu aniversário de 25 anos de Met, Levine conduziu a première mundial de The Great Gatsby, de John Harbison.
Levine conduziu o Metropolitan em muitas turnês nacionais e internacionais. Muitas performances da companhia são televisionadas e algumas viram produções cinematográficas.

### Orquestra Sinfônica de Boston
A primeira vez que Levine conduziu a Orquestra Sinfônica de Boston foi em Abril de 1972. Em outubro de 2001, Levine foi nomeado o diretor musical da Orquestra, efetivado na temporada 2004-2005, com um contrato inicial de 5 anos, tornando-se assim, o primeiro estadunidense a comandar a orquestra. Agora ele divide seu tempo entre Nova Iorque e Boston, conduzindo a maior casa de ópera dos EUA e uma das maiores orquestras. Na Europa, Herbert von Karajan fez algo similar, como maestro da Filarmônica de Berlim e diretor da Ópera Estatal de Viena.
A única condição que Levine negociou foi sobre a flexibilidade no tempo para os ensaios, graças a isso a orquestra tem um tempo adicional para se preparar. Desde o início do seu contrato, a orquestra criou um "Fundo de Iniciativo Artístico" de aproximadamente 100 milhões de reais, para financiar os projetos mais caros de Levine. A única reclamação sobre Levine é que ele não comparece a audições para novos músicos.
Em 2005, durante a primeira temporada como diretor musical, graças as peças não familiares e contemporâneas, Levine ficou estressado e teve discussões com alguns músicos e o repertório teve algumas mudanças.
O contrato de Levine seria até 2012. Em Abril de 2010 ele teve problemas de saúde e por esse motivo, Levine não oficializou se iria ou não permanecer a frente da orquestra por um maior período de tempo.

### Na Europa
Seu contrato com a Sinfônica de Boston trazia limites sobre apresentações com orquestras estadunidenses, mas Levine conduz regularmente na Europa, com a Filarmônica de Viena, Filarmônica de Berlim e em festivais, como o Festival de Bayreuth, Festival de Salzburgo e o Festival de Verbier que ocorre anualmente em Julho. Levine também apresenta-se regularmente com a Orquestra Philharmonia de Londres e a Orquestra Estatal de Dresden. De 1999 até 2004 foi Maestro Chefe da Orquestra Filarmônica de Munique. Também faz apresentações com orquestras de câmara e pianista em recitais de Lieder.
Desde 2005 Levine foi o Diretor Musical do Centro Musical de Tanglewood, uma academia de verão da Orquestra Sinfônica de Boston.

### Saúde de Levine
Levine teve alguns problemas de saúde nos últimos anos, incluindo ciática. Em março de 2006, Levine teve um desmaio durante a ovação após uma performance com a Orquestra Sinfônica de Boston, onde rasgou seu manguito rotator de seu ombro direito, deixando alguns concertos para seu assistente nesse período, Jens Georg Bachmann. Após um mês, Levine foi submetido a uma cirurgia para reparar seu ombro. Ele retornou ao podium dia 7 de Julho de 2006, comandando a orquestra em Tanglewood.
Levine ausentou-se novamente no verão de 2008, para submeter-se a uma cirurgia para remover um cisto maligno. Retornou ao podium dia 24 de Setembro de 2008, em Boston, comandando o concerto de abertura da temporada da Sinfônica de Boston no Symphony Hall. No dia 29 de Setembro de 2009 foi anunciado que Levine foi novamente submetido a uma cirurgia, essa de emergência, por causa da hérnia de disco. Ele abriu mão de três semanas, que incluíram a performance de abertura da temporada da Sinfônica no Carnegie Hall, performances de Tosca no Metropolitan Opera e concertos regulares com a Sinfônica.
Em Março de 2010 a orquestra anunciou que Levine iria se retirar por um período porque suas dores tinham voltado. O Met também anunciou, dia 4 de Abril de 2010, que Levine foi retirado de algumas apresentações por causa de sua saúde.
James Levine faleceu na sua casa de Palm Springs, Califórnia a 9 de Março de 2021. A sua morte apenas foi tornada pública a 17 de Março 